# Ward Stream
Koordinaten: 78° 11′ S, 163° 42′ O
Der Ward Stream ist ein Gletscherbach im ostantarktischen Viktorialand. An der Scott-Küste fließt er in den Denton Hills vom Ward-Gletscher in östlicher Richtung durch das Ward Valley und den Ward Lake zum Alph Lake.
Das New Zealand Geographic Board benannte ihn 1994 in Anlehnung an den gleichnamigen Gletscher und den entsprechenden See. Deren Namensgeber ist der australische Geologe Leonard Keith Ward (1879–1964).